# Tatsuya Tabira
Tatsuya Tabira (japanisch 田平 起也 Tabira Tatsuya; * 10. Mai 2001 in der Präfektur Osaka) ist ein ehemaliger japanischer Fußballspieler.

## Karriere

### Verein
Tabira erlernte das Fußballspielen in den Jugendmannschaften vom Tsubasa Nagaike FC Futures und Cerezo Osaka sowie in der Schulmannschaft der Kobe Koryo High School. Seinen ersten Vertrag unterschrieb er 2020 bei seinem Jugendverein Cerezo Osaka. Der Verein spielte in der höchsten Liga des Landes, der J1 League. Die U23-Mannschaft des Vereins spielte in der dritten Liga, der J3 League. Bereits als Jugendspieler absolvierte er 22 Drittligaspiele. 2021 wurde er an den Drittligisten Iwate Grulla Morioka ausgeliehen. Ende der Saison 2021 feierte er mit Iwate die Vizemeisterschaft und den Aufstieg in die zweite Liga. Nach der Ausleihe wurde er im Februar 2022 von Iwate fest unter Vertrag genommen. Nach nur einer Saison in der zweiten Liga musste er mit dem Verein am Ende der Spielzeit als Tabellenletzter wieder in die dritte Liga absteigen. Nach zwei Spielzeiten wechselte er im Januar 2024 zum Zweitligisten Mito Hollyhock. Für den Verein aus Mito bestritt er ein Ligaspiel. Nach der Saison 2024 beendete er im Januar 2025 seine Karriere als Fußballspieler.

## Erfolge
Iwate Grulla Morioka
- Japanischer Drittligavizemeister: 2021  ▲